# Prieuré de Johannesberg
Pour les articles homonymes, voir Johannesberg.
Le prieuré de Johannesberg était un prieuré bénédictin situé à Johannesberg, devenu un quartier de Fulda, dans le Land de Hesse et le diocèse de Fulda. Ce prieuré fut établi à partir de l'abbaye de Fulda, d'abord au IXe siècle comme monastère subsidiaire de l'abbaye, puis refondé en prieuré au XVIIIe siècle.
Le prieuré est dissous au XIXe siècle et ses possessions sont devenues des propriétés publiques, servant en outre à des fins agricoles puis hébergeant un centre d'artisanat.

## Histoire

### Site de l'abbaye de Fulda
Une première église est construite en 811 par le troisième abbé de l'abbaye de Fulda, Ratgar, et consacrée par l'archevêque de Mayence Richulf. En 836, l'abbé de Fulda Raban Maur établit un monastère bénédictin subsidiaire de l'abbaye de Fulda. Vers l'an 1000, une basilique romane est construite sur le site de l'ancienne église, qui sera incendiée plusieurs fois au cours des siècles suivants ou pillée.

### Fondation du prieuré de Johannesberg
Le monastère est finalement converti en prieuré au milieu du XVIIe siècle et la première église en est son centre.

### Architecture du château de Johannesberg
Près du prieuré, Conrad von Mengersen construit un château. Les travaux datent du XVIIIe siècle et ne sont pas achevés. D'après les plans, le château devait former une symétrie avec l'église.

### Dissolution du prieuré et réaffectation de ses bâtiments
Avec la sécularisation du Recès d'Empire de 1803, l'abbaye de Fulda et donc le prieuré de Johannesberg sont dissous. Les possessions du monastère sont expropriées, reprises par l'électorat de Hesse et ensuite converties en domaines d'État.
Elles sont sous gestion publique de 1835 à 1968 avec jusqu'à 70 employés. Les bâtiments servent à des fins agricoles. Dans les années 1980, ils accueillent un centre d'artisanat. Après l'insolvabilité du centre en 2001, Propstei Johannesberg gGmbH lui succède, ses ateliers sont principalement dans l'aile nord de l'usine.